# 토니모리
토니모리(TONYMOLY)는 2006년 론칭한 대한민국의 화장품 브랜드이다. 54개국에 약 12,000여 개의 매장이 있다.

## 브랜드 소개

### 브랜드명
브랜드명 토니모리(TONYMOLY)는 ‘멋진, 맵시 있는’이라는 뜻을 가진 영어 단어 ‘Tony’와 ‘담다’라는 뜻을 가진 일본어 단어 ‘Moly’의 합성어로 ‘아름다움을 담는 곳’이라는 모토를 담아 만들어진 이름이다.

### 브랜드 아이덴티티
2016년 5월 창립 10주년을 맞아 경쟁력 강화를 위해 브랜드 이미지 일원화 작업을 추진했다. ‘스트리트 컬처(steet culture)’를 브랜드의 지향점으로 확립하고, ‘이 거리의 브랜드는 당신입니다.’라는 슬로건을 내걸었다. 스트리트를 완성시키는 것은 아름답고 개성 넘치는 사람들이며 토니모리가 당신을 더 빛나고 아름답게 하여 이 거리의 브랜드로 만들겠다는 내용에서다. 같은 해 11월 스트리트 컬처 브랜드로 시스템통합을 마쳤으며, 로드샵 인테리어를 통일했다.

## 경영
- 가맹점

13년 8월 가맹점 근접출점과 상품공급 중단으로 인한 불이익은 현재 진형이다. 근접 출점은 기존 가맹점 인근에 새로운 가맹점을 본사가 허가하는 것으로, 갑질 논란 대표적인 사례로 저적되어오고 있다. 기존 가맹점이 인구 이동이 빈번한 "노른자위" 위치에 있을수록 본사가 새로운 가맹점을 내주는 경우가 많았다. 13년 8월 토니모리는 근접출점 논란으로 전주점과 여천점, 제주 연동점과 법정 소송까지 이어갔다. 이에 새정치민주연합 을지로위원회 중재로 가맹계약서를 새로 작성하며 점주들과 합의하고 상생을 이어가겠다고 토니모리는 약속하였다. 피해를 겪은 토니모리 전주점 조영길 점주는 "10년 11월 26일 토니모리 전주점 재계약 3개월 앞둔 8월 토니모리가 계약 종료 통보를 하였다. 이를 항의하자, 가까운 거리를 두고 전주 고사점이 개점됐다" 라고 설명하였다. 토니모리 여천점은 고객정보도용과 고객 마일리지 카드를 임의 사용하였다며, 토니모리가 여천점 김선미 점주를 형사고발하여 가장 논란이 컸다. 김선미 점주는 "당시 신규점이 개장할 당시 신규점을 포함한 인근 2개 점포에서 할인이 실시됐으나, 사전에 할인과 관련하여 들은 바가 없었다." 라고 밝혔다. 토니모리 제주 연동점 민유재 점주는 "4월 재계약 체결 후 매정을 하나 더 하지 않겠느냐는 제의를 받아 매정을 물색하던 중 로드뷰 기준 가까운 거리에 신제주점이 개장됐다" 라고 밝혔다. 이처럼 토니모리가 공격적 출점을 이어가면서 기존 점주들 영업권 보장보다는 될 만한 상권 쪼개기에 주력하였다고 가맹점주들은 호소하였다. 아직 여천점은 아직 갈등 해결이 해소되지 못하였다. 전주점 경우 2억 손해배상청구 소송으로 10개월이 넘는 소송 싸움이 이어지자 법원에서는 강제조정에 이르렀고, 전주점과 토니모리에서는 합의를 하였다. 제주 연동점은 근접출점을 하지 않기로 하고, 인테리어 지용 비용을 내주겠다고 약속하였지만, 진열장 설치비용 1000만원을 별도로 부담하라는 요구를 받아 논란이 됐다. 여천점은 대법원까지 판결이 넘어갔다. 을지로위원회 관계자는 "전주점과 연동점 경우 법정조정과 양측간 합의를 통하여 갈등이 해결되었지만, 여천점은 제도개선과 상호간 이점 차이가 너무 커 대법원까지 판결이 넘어가 여지가 없다" 라고 전하였다. 08년 11월 7일~ 10년 12월 14일까지 113 개망희망자에게 정보공개서를 제공없이 가맹계약을 체결하였다. 토니모리는 정보공개서 제공의무 위반으로 09년 경고 조치를 받은 바 있다. 이어, 14년 4월 토니모리는 개맹점을 모집하면서 정보공개서를 제공하지 않고, 가맹금 예치 규정도 지키지 않은 사실이 적발되어 공정거래위원회가 5000만원 과징금 부과 명령 철퇴를 내렸다. 이는 최소 2개월 동안 예치금융기관에 예치하거나 가맹점사업자피해보상보험 계약을 체결한 후 예치대상 가맹금을 수령하여야 하는 법을 어긴 것에 해당된다. 14년 5월 토니모리는 인터넷 회원 50만명 고객 정보가 유출되는 사고가 발생하였다. 그러나 현장 매장에서 관리하는 고객 정보는 유출되지 않았다. 토니모리는 5월 8일 "고객 일부 정보가 5월 2일 해킹에 의하여 유출된 사실을 확인하여 피해예방과 조속한 범인 검거를 위하여 수사기관과 관계 기관에 조치하였다. 관련 정보가 유통되거나 악용되지 않도록 관련 부처와 협력할 것이다. 주민등록번호는 정보통신망법에 의하여 보관 관리하지 않아 주민번호와 결제 관련 정보는 유출되지 않았다. 정보유출 피해가 발생되면 적극적으로 보상하도록 최선을 다하겠다." 라고 밝혔다. 관련 보상은 "고객 피해가 발생할 경우 보상을 한다"는 방침은 내용 증명하는 방법을 모르는 소비자들에게는 피해보상 대책은 없어서, 소비자들은 토니모리 대처 방법에 분노를 느끼기도 하였다.
- 일가 경영

17년 첫 적자를 기록한 후 연속적으로 부진에 빠진 상황이다. 19년 3월, 당기순이익 78억 적자를 기록, 전년 대비 적자폭이 41.75% 확대되며 18년 4분기 영업 손실은 34억이었다. 국내 내수 침체로 화장품 시장이 하향세를 보이고 있는데다, 연결 자회사 영업 부진, 중국 사업 철회 각종 비용 부담까지 늘어나며 수익 감소로 이어진 것으로 풀이된다. 영업적자에도 주식배당금이 저년보다 확대된 가운데, 회사 주식 대부분을 토니모리 경영인 "배해동 家" 가 보유하고 어서 논란이 커졌다. 토니모리는 주당 50원으로 대주주 특수관계인을 제외한 소액주주 대상에게 차등 배당하였다. 토니모리는 "15년 상장 시부터 천명한 주주 우선 경영정책에 대한 회사 의지를 반영 한 것이다. 영업적자 기록을 감안한 결정이다." 라고 밝혔다. 19년 적자가 더 늘어났어도 주당 금액은 100원으로 2배로 책정하여, 전 주주를 대상으로 배당하겠다고 공지하였다. 주당금액과 배당금이 올랐다. 총 배당금은 3억이었으나, 19년 배당금은 17억이다. 현재 토니모리 전체 지분 66.13%는 배 회장 家 일가 지분이다. 구체적으로 지난해 3분기 말 기준 배 회장이 32.12%, 배우자와 자녀가 34% 소유로 파악됐다. 이번 배당금은 12억으로 알려지며, 기업 일가 배당금 수익을 위하는 것이 아니냐는 의혹이 제기됐다. 이에 19년 3월 13일 이사회를 통하여 "최대주주 배당금은 없고, 주주별 차등 배당을 결의하였다" 라고 밝혔다. 회사 영업적자와 가맹점주 동시휴업으로 업계에서 우려 목소리가 나오는 가운데, 배 회장이 회사 주요 상표 명의 등록도 지적됐다. 3월 13일 금융업계 전문가들은 "토니모리가 15년 7월 유가증권시장 상장 이후 배 회장 회사 주요 상표권을 지속적으로 본인 앞으로 등록하였다" 라고 밝혔다. "더촉촉 그린티 더 순한 수분 안개 미스트" 가 배 회장 상표권이다. 한국거래소는 대주주나 특성 관계에 있는 인사가 회사 핵심 자산인 상표권을 가진 기업은 원칙적으로 상장 대상에서 제외한다. 상장 이후 불특정 다수 투자자와 자금이 유입되는 상황에서 특정 개인이 상표권을 가지고 있다면, 잠재적 손해로 작용할 수 있기 때문이다. 이에 "기업 일가 상표권 독접이 문제가 될 소지가 있어 상장 후부터 토니모리가 상표권 등록을 하고 있다. 다만, 토니모리 문구가 들어가는 일부 제품에 대한 상표권 경우, 법적인 문제로 배 회장 이름을 등록하여야 하고, 회장이 상표 사용 권한을 가져갔다." 라고 밝혔다. 한 업계 관계자는 "새로운 시장 개척을 위하여 토니모리가 동남아를 불고 있는 한국 화장품 열풍을 추진력으로 삼고 있는 것이다. 다만, 구체적인 매출내역을 공개하지 않아, 정확한 판단이 어렵고, 과열경쟁이 예상되어, 성공이라고 단정하기는 이르다. 침체일로 걷고 있는 화장품 시장에서 토니모리가 살아남기 위하여서는 우선 회사 안팍 대대적 체질 개선이 요구될 것이다." 라고 밝혔다. 토니모리가 중국 유통업체와 계약 해지 사실을 2월 28일 "장 마감" 후 공시한 것에 대하여 투자자들 관심이 떨어지느 시간대를 노려 공시한 것 아니냐는 전문가 지적도 나왔다. 사측 입장은 없다.

## 마케팅

### 경영 방침
2018년 주요 경영 방침을 '혁신과 성장'으로 정하고 이를 실현할 핵심 키워드 5가지를 선정했다. 그 내용은 업무 효율화, 상품·브랜드 라인 구조 개편, 4대 카테고리 집중 육성, 신규 채널 확대, 직원 역량과 복지 강화이다. 또한 중∙장기 비전인 ‘2025년 코스메틱 TOP3’를 목표로 멀티브랜드 육성 및 카테고리 No.1 전략을 진행 중에 있다.

### 마케팅 전략
토니모리는 2006년 창립 이래로 고객의 니즈를 발 빠르게 파악해 트렌드에 맞는 최적의 상품을 선보이며 꾸준히 성장하고 있으며, 도시의 거리를 모티브로 즐겁고 자유로운 라이프스타일을 지향하는 스트리트 컬처 뷰티 브랜드 토니모리의 아이덴티티를 보여주는 ‘더 쇼킹’ 라인부터 다양한 제품들을 출시하고 있다.
2020년 창립 14주년을 기념해 전사 디지털 비전 선포식을 열고 ‘나의 라이프스타일을 만들어 가는 글로벌 뷰티 브랜드’라는 새로운 비전을 선포했다. 포스트 코로나 시대에 기업이 반드시 갖춰야 하는 요소로 ‘디지털 혁신’을 꼽으며, ‘No.1 뷰티헬스 플랫폼 기업’(Digital powered No.1 뷰티&헬스 플랫폼 기업 with customer)을 방향성으로 선정하고 대내·외 경쟁력을 확보하겠다는 취지다. 이를 토대로 데이터·디지털 기술을 선도하고 인공지능(AI)을 활용해 고객 개개인에게 가장 적합한 솔루션을 제공하는 경험을 제공하고, 디지털 혁신의 핵심 역량 강화는 물론 제휴 역량 융합 추진을 통해 경쟁력을 높이겠다는 구상이다. 또한, 온·오프라인의 디지털 역량을 강화해 자사 온라인 몰에 뷰티 테크, 콘텐츠, 커뮤니티 등 외부 제휴 역량을 결합해 멀티 브랜드 플랫폼으로 전환을 시도하고 있다.
토니모리는 모든 사람들이 각각 자신의 아름다움과 행복을 찾을 수 있도록 돕기 위해 국내를 넘어 해외 시장에서도 인정받은 높은 품질과 합리적인 가격, 재미있고 독창적인 디자인, 트렌디한 상품 기획력, 화장품 전문 수직계열화를 강점으로 내세우며 지금도 성장 중이다.

## 코스메틱 라인
토니모리는 타깃 층, 주요 성분 등에 따른 다양한 코스메틱 라인을 꾸준히 출시하고 있다. 소비자들에게 많은 사랑을 받고 화제가 되었던 제품은 한국인의 다양한 눈매에 맞춰 출시된 ‘더 쇼킹 카라’, 오랜 시간 컬러를 유지해주는 ‘퍼펙트 립스 쇼킹립’, 메이크업 아티스트 사이에서도 소문난 ‘백젤 아이라이너’, 건조한 피부를 모찌처럼 촉촉하게 만들어주는 ‘원더 세라마이드 모찌 토너’, EWG 그린등급 원료와 자연유래 성분으로 순하게 피부를 케어해주는 ‘더 그린티 트루 바이옴 수분크림’, 블라인드 테스트 부문에서 우수한 성적을 거둔 ‘더 촉촉 그린티 클렌징 워터’ 등이 있다.

### 더 쇼킹 카라
‘더 쇼킹 카라’는 한국인의 다양한 눈매에 맞춘 기능별 퍼스널 브러쉬와 제형을 담아 아이 메이크업 고민을 7가지 방향으로 해결해주는 마스카라다. 자연스러운 데일리 메이크업부터 화려하고 풍성한 글램 메이크업까지 TPO에 맞는 상황과 기분에 따라 다양한 연출이 가능하다.
원하는 연출이나 상황에 따라 골라 쓰기 좋은 3가지 라인으로 강력한 고정력과 지속력이 특징인 ‘익스트림 라인’, 뭉침없이 자연스러운 사용감의 ‘데일리 라인’, 2% 부족함을 채워줄 ‘스폐셜 라인’으로 완벽한 마스카라 라인업을 완성했다. 또한 최근 뷰티 유튜버가 꼽은 마스카라로 등극하는 등 뷰티 고관여자들과 소비자들에게 많은 사랑을 받고 있다.

### 퍼펙트 립스 쇼킹립
‘퍼펙트 립스 쇼킹립’은 마치 타투를 한 듯 생생한 컬러가 입술에 착색되어 촉촉하게 오랜 시간 유지되는 타투 틴트 립 제품이다. 최대 30시간 이상 컬러 지속 임상테스트를 완료하여, 하루 종일 덧바를 필요 없이 유지되는 지속력으로 생생한 입술 컬러로 마치 본연의 입술색처럼 생기 있는 컬러를 유지한다. 하지만 오래 사용해도 입술 색을 변색시키거나 입술을 건조하게 하지 않는 립 프랜들리 포뮬러로 안심하고 사용할 수 있다. 납작한 형태의 사선 어플리케이터가 정교한 입술라인 표현뿐 아니라 컬러의 밀착력까지 자랑하며 먹방 유튜버, 서퍼들이 사랑하는 립제품으로 언급되며 많은 인기를 얻고 있다.

### 백젤 아이라이너
토니모리의 베스트셀러 인기 상품으로 오랜 기간 많은 소비자와 메이크업 아티스트 사이에서 소문난 젤 타입 아이라이너다. 틱소트레픽 젤을 사용하여 브러쉬로 터치 시 슬라이딩 감이 좋고 매끄럽게 도포되면서 강력히 고정되어 번짐이 없으며, 워터프루프의 필름막을 형성하여 화장의 지속력을 높여준다. 또한, 고정력 강한 젤 타입의 텍스처는 땀, 피지 등 생활 방수로부터 메이크업을 보호해주고, 섬세하게 연출해준다.

### 원더 세라마이드 모찌 토너
‘원더 세라마이드 모찌 토너’는 건조한 날씨에 보습과 영양을 채워주는 세라마이드 모찌 토너이다.
세라마이드 성분이 건조한 피부에 촉촉함과 영양을 채워 모찌처럼 쫀쫀한 피부로 가꾸어주는 보습 토너로, 500ml 대용량에 9,900원 합리적인 가격으로 별도의 광고 없이 소비자 입소문으로 유명해져 일명 #모찌토너로 알려져 있다. 피부를 튼튼하게 지켜주는 세라마이드가 5,000ppb 함유되어 수분 손실이 많아 쉽게 민감해지고 건조한 피부에 효과적이며, 판테놀과 히알루론산 성분이 수분 유지를 도와준다. 또한, 순한 원료인 병풀추출물 성분은 민감해진 피부를 진정시키는 데 효과가 있다.

### 더 그린티 트루바이옴 수분 크림
‘더 그린티 트루바이옴 수분크림’은 97% 자연 유래 성분으로 EWG 그린등급 원료를 사용한 제품이다. 수분을 품은 보성의 녹차 추출물 78%, 피부의 수분을 케어해주는 트루바이옴™을 81% 함유했으며, 너도밤나무싹 추출물은 피부를 타이트닝하게 케어해준다. 쫀쫀한 농축 텍스쳐와 부드러운 롤링감, 흡수 후 산뜻한 유연감을 가진 수분막 크림으로 속 당김이 심한 피부, 수부지 피부, 화장이 잘 먹지 않는 피부를 가진 사람에게 제격이다. 또한, 자연에서 유래한 성분 사용 외에도 수분리 라벨을 통해 간편하게 재활용 분리배출에 용이한 제품으로 자연, 환경을 위한 클린뷰티 제품이다.

### 더 촉촉 그린티 클렌징 워터
‘더 촉촉 그린티 클렌징 워터’는 협찬 없이 블라인드 테스트 부문을 수상하는 등 우수한 제품력을 자랑하는 클렌징 워터 제품이다. 토니모리의 독자적인 기술로 자연발효 녹차 청태천을 사용한 순도 100% 녹차추출물을 함유하여 피부의 노폐물은 깨끗이 지워주고, 로즈우드 오일과 레몬씨 오일 함유로 민감한 피부에도 안전하게 수분을 공급하는 촉촉한 타입의 클렌징 워터이다.

## 베스트 셀러

### 백젤 아이라이너
토니모리 아이 메이크업 스테디 셀러이자 베스트 셀러로 잘 알려진 제품으로 2013년에 출시됐다. 펜슬 타입, 리퀴드 타입, 붓 타입 등 기존의 아이라이너 타입과 다른 젤 타입의 아이라이너를 대중화시킨 제품이자 토니모리를 대중들에게 알리기 시작해 지금의 토니모리를 있게 한 제품이라고 해도 과언이 아니다. 이 제품은 생활 방수 기능은 물론, 기존에는 브러쉬와 젤을 따로 소지하고 있어야 사용이 가능한 일반적인 젤 타입 아이라이너와 달리 상품의 뚜껑과 브러쉬를 일체화하였기 때문에 간편한 휴대와 사용이 가능하다는 장점이 있고, 가격 역시 저렴해 입소문을 탔다. 블랙과 브라운 계열 컬러만 출시된 대부분의 타사 젤 아이라이너 제품과 달리 카키, 버건디 등 다양한 컬러가 출시되어 있다. 겟 잇 뷰티 등 각종 뷰티 프로그램에 소개된 후 더 큰 인기를 끌었으며, 코스모폴리탄, 쎄씨 등 매거진의 각종 뷰티어워드에서 13관왕을 달성해 제품력을 검증받았다.

### 립톤 겟잇 틴트
토니모리 립 메이크업 베스트 셀러 제품으로 2015년에 출시됐다. 컬러 연구소 팬톤의 느낌을 담은 디자인의 물틴트 제품이다. 겟잇뷰티 물틴트 부문 1위를 차지한 바 있다. 물틴트의 특성상 틴트가 용기 밖으로 잘 새기 마련인데 이 제품은 이중캡을 사용해 '새지 않는 틴트'로 알려졌다. 현재는 분리형 이중캡이 아닌 일체형 캡으로 된 제품도 출시된 상태다. 립톤 겟잇 틴트를 기본으로 더 보송한 제형인 립톤 겟잇 틴트 벨벳, 더 선명한 발색과 강력한 착색, 에센스 오일 성분으로 광택을 살린 립톤 겟잇 틴트 HD, 발색력은 낮추고 수분감은 높인 립톤 겟잇 틴트 워터바가 출시됐다.

### 더 촉촉 그린티 수분크림
토니모리 스킨 케어 베스트 셀러 제품으로 2016년에 출시됐다. 출시 한 달 만에 2만 6천여개의 엄청난 판매 기록을 세웠다. 토니모리만의 독자적인 기술로 세계 최초로 자연 발효 녹차로 만든 수분 크림이라는 타이틀을 가지고 있는 제품이다. 온화한 기후의 전라남도 장흥의 전통 발효 녹차 '청태전'을 담아 생녹차나 인위 발효 녹차 대비 수분 저장 및 지속 효과와 항산화 효과가 뛰어나다. 또한 전 성분 18가지 중에 주의 성분으로 분류되는 성분이 단 한 가지도 포함되어 있지 않아 민감한 피부도 부담 없이 사용할 수 있으며, 화장품 성분 분석 어플 '화해'에서 크림/젤 부문 1위를 차지해 성분의 안전성이 입증됐다. 뷰티 매거진 얼루어 품평단 108인이 품평한 결과 사용감 만족도 98.1%를 자랑했다.

### 프레스티지 제주 스네일 에센스
토니모리 프리미엄 스킨 케어 라인 베스트 셀러 제품으로 2016년에 출시됐다. 피부에 생기와 영양을 부여하는 제주 황금 발효 달팽이 여과물 성분이 80%나 함유되어 보습 관리와 탄력 케어에 효과적인 제품이다. 2018년 4월 겟 잇 뷰티에서 브랜드의 광고나 협찬을 받지 않고 100가지 브랜드의 제품을 대상으로 유해 성분이 함유된 제품은 필터링 한 후 제품의 성분과 효능을 평가해 해당 품목에서 베스트 제품을 선정하는 '뷰라벨' 코너에서 1위를 차지했다. 저렴한 로드샵 브랜드의 제품이 고가의 글로벌 명품 브랜드 제품을 제치고 1위를 차지했다는 점이 큰 화제가 되었다.

## 서포터즈

### 공식 서포터즈 뷰티션
공식 서포터즈는 2014년 ‘토니미즈’라는 이름으로 시작됐으나. 2016년 ‘뷰티션’으로 이름을 바꾼 후 2017년에 7기가 활동을 마쳤다. 서포터즈 이름 ‘뷰티션(Beautician)’은 단순한 제품 품평을 넘어 새로운 아름다움의 트렌드를 제시할 수 있는 뷰티 능력자를 뜻한다. 주요 활동 내용은 온/오프라인 프로젝트 기획 및 실행, 토니모리 신제품 품평, 토니모리 미디어 컨텐츠 제작 및 SNS에 게재 등이다. 활동에 따라 매월 토니모리 신제품 제공, 오프라인 뷰티클래스 참석 기회 제공, 매월 토니모리 공식 홈페이지 포인트 지급 등의 혜택을 제공한다.

### 대학생 서포터즈 토니유니
2013년 대학생 서포터즈가 ‘토니유니’라는 이름으로 1기가 활동하고 2015년 4기까지 활동했다. 대학생 서포터즈는 매월 온/오프라인에서 다양한 미션을 수행하고 프로모션 참여 기회도 주어져 대학생들에게 다양한 경험의 장이 마련됐으나, 지금은 공식 서포터즈 뷰티션만 남은 상태다.

## 사회 공헌 활동

### 희망열매 캠페인
경제적 사정으로 인하여 대학 등록금 및 입학금 고민으로 대입을 포기해야 하는 상황에 처한 수험생들이 꿈과 희망을 가지고 어려운 상황 속에서도 학업에 정진할 수 있도록 고등학교 3학년 수험생을 대상으로 장학금을 지원하는 프로그램이다. 2011년에 시작된 희망열매 캠페인은 2020년에 9회로, 꾸준히 실시되고 있다. 이 캠페인은 매년 토니모리의 베스트셀러 제품 중 한 가지를 선정해 제품 판매 수익금에서 500원씩 기부금으로 모아 총 1억 원의 장학금을 지원하는 방식이다. 토니모리의 희망열매 캠페인이 다른 기업 주최의 행사와 차별화되는 점은 제품을 구매할 때마다 자동적으로 기부금이 쌓여 소비자들도 동참하게 된다는 점이며, 단순한 기업 주최 행사에서 나아가 브랜드와 고객이 함께 만들어 나가는 활동이라는 점이다.

## 계열사 브랜드

### EAST 14TH
프리미엄 디퓨저 브랜드이다. 뉴욕의 캔들 브랜드 LAND BY LAND의 향을 디퓨저에 담았다. EAST14TH는 LAND BY LAND
Studio의 주소를 따서 붙인 이름이다. EAST 14TH만의 차별화된 스노우 돔 형태로 돔을 따라 자연스럽게 스틱이 펼쳐져 향을 넓게 퍼뜨리고 디퓨저 용액을 끝까지 쓸 수 있어 향을 오래도록 즐길 수 있도록 디자인된 용기가 특징이다. 뉴욕의 장소를 향으로 표현한 유니크함이 돋보인다.

### 라비오뜨(LABIOTTE)
유럽에서 보편화되어 있는 자연 의학의 7가지 정신을 계승한 기능성 자연주의 화장품 브랜드로, 2015년에 론칭했다. 2017년 4월에는 중국 유통전문기업 칭다오 킹킹그룹과 5년간 독점 수출 계약을 체결해 중국 오프라인에 진출했다.

## 수상
- 2012년 ‘아시아 모델상 시상식(BBA)’ 글로벌 뷰티 브랜드 오프라인 부문 수상
- 2013년 '2013 사랑나눔 사회공헌대상' 상생경영 부문 수상
- 2014년 배해동 회장‘포브스 최고경영자 대상’ 상생경영 부문 수상
- 2014년 '한국경영학회 최우수경영대상' 창의적 상품개발 부문 수상
- 2014년 '2014 아시아 뷰티 어워드' 명품 브랜드상 수상
- 2014년 '2014 대한민국 뷰티산업대상' 글로벌 뷰티 브랜드 부문 수상
- 2015년 '2015 소비자가 뽑은 가장 신뢰하는 브랜드 대상' 화장품 브랜드샵 부문 수상
- 2015년 '2015 한국의 영향력 있는 CEO' 브랜드 경영부문 수상
- 2015년 '2015 대한민국 글로벌리더' 글로벌 코스메틱 부문 수상
- 2015년 '2015 글로벌 럭셔리 어워즈' TOP 브랜드 대상 수상
- 2015년 '2015 한국의 최고경영인상' 글로벌 경영부문 수상
- 2015년 '2015 대한민국 뷰티산업 대상' 수상
- 2016년 '공감경영 2015 대한민국 CEO 대상' 수상
- 2016년 배해동 회장 '대한민국 CEO 리더십 대상' 수상
- 2017년 '제3회 씨타입어워드 타코포어 라인 은상 수상
- 2017년 배해동 회장 '제7회 대한민국 CEO 리더십 어워드' 혁신경영 부문 대상 수상

## 역대 모델
- 김현중 (2007년 ~ 2010년)
- 브라운 아이드 걸스 (2010년)
- 송중기 (2010년 ~ 2011년)
- 티아라 (2011년 ~ 2012년)
- JYJ (2012년)
- 원더걸스 (2012년 ~ 2013년)
- 빅토리아, 슈퍼주니어-M (2013년 ~ 2014년)
- B1A4 (2015년)
- 2PM (2015년 ~ 2016년)
- 현아 (2014년 ~ 2016년)
- 서강준 (2017년)
- 이세영 (2017년)
- MXM (2017년)
- 비투비 (2018년)
- 몬스타엑스 (2018년)